# Нікола Вайт
Нікола Вайт  (англ. Nicola White, 20 січня 1988) — британська хокеїстка на траві, олімпійська медалістка.

## Виступи на Олімпіадах
| Олімпіада   | Дисципліна     | Місце  |
| ----------- | -------------- | ------ |
| Лондон 2012 | хокей на траві | Бронза |
| Ріо 2016    | хокей на траві | Золото |